# Pravia (kommun)
Pravia är en kommun i Spanien. Den ligger i den autonoma regionen Asturien i norra delen av landet, 400 km nordväst om huvudstaden Madrid. Antalet invånare är 7 790 (2024).